# Danh sách đĩa nhạc của Big Bang
Nhóm nhạc nam Hàn Quốc Big Bang kể từ khi ra mắt đã phát hành 6 album phòng thu, 7 EP, 26 đĩa đơn và 36 video âm nhạc.
Dưới đây là danh sách đĩa nhạc của Big Bang.

## Album

### Album phòng thu
| Tên                                                                    | Chi tiết | Vị trí cao nhất | Vị trí cao nhất | Doanh thu và chứng nhận |           |
| Tên                                                                    | Chi tiết | Hàn             | Nhật            | Doanh thu và chứng nhận |           |
| Tiếng Hàn                                                              | Tiếng Hàn | Tiếng Hàn       | Tiếng Hàn       | Tiếng Hàn               | Tiếng Hàn |
| ---------------------------------------------------------------------- | --- | --------------- | --------------- | ----------------------- | --------- |
| Bigbang Vol.1                                                          | - Phát hành: 21 tháng 12 năm 2006 - Hãng đĩa: YG Entertainment - Định dạng: CD, tải nhạc kĩ thuật số                                                   | 1               | —               | - Hàn: 144.460          |           |
| Remember                                                               | - Phát hành: 5 tháng 11 năm 2008 - Hãng đĩa: YG Entertainment - Định dạng: CD, tải nhạc kĩ thuật số                                                    | 1               | —               | - Hàn: 281.283          |           |
| MADE                                                                   | - Phát hành: 1 tháng 9 năm 2015 - Hãng đĩa: YG Entertainment                                                                                           | Chưa phát hành  | Chưa phát hành  | Chưa phát hành          |           |
| Tiếng Nhật                                                             | |                 |                 |                         |           |
| Number 1                                                               | - Phát hành: 22 tháng 10 năm 2008 - Hãng đĩa: YG Entertainment - Định dạng: CD, tải nhạc kĩ thuật số                                                   | —               | 13              | - Nhật: 18.000          |           |
| Big Bang                                                               | - Phát hành: 19 tháng 8 năm 2009 - Hãng đĩa: Universal Music Japan - Định dạng: CD, tải nhạc kĩ thuật số                                               | —               | 3               | - Nhật: 100.000 (Vàng)  |           |
| Big Bang 2                                                             | - Phát hành: 11 tháng 5 năm 2011 - Hãng đĩa: Universal Music Japan - Định dạng: CD, tải nhạc kĩ thuật số                                               | —               | 1               | - Nhật: 100.000 (Vàng)  |           |
| Alive                                                                  | - Phát hành: 28 tháng 3 năm 2012 - Tái phát hành (Alive -Monster Edition-): 20 tháng 6 năm 2012 - Hãng đĩa: YGEX - Định dạng: CD, tải nhạc kĩ thuật số | —               | 3               | - Nhật: 217.000 (Vàng)  |           |
| "—" chỉ ra các đĩa không xếp hạng hoặc không phát hành tại khu vực đó. | |                 |                 |                         |           |

### Đĩa mở rộng
| Tên                                                                    | Chi tiết | Vị trí cao nhất | Vị trí cao nhất | Doanh thu và chứng nhận                     |           |
| Tên                                                                    | Chi tiết | Hàn             | Nhật            | Doanh thu và chứng nhận                     |           |
| Tiếng Hàn                                                              | Tiếng Hàn | Tiếng Hàn       | Tiếng Hàn       | Tiếng Hàn                                   | Tiếng Hàn |
| ---------------------------------------------------------------------- | --- | --------------- | --------------- | ------------------------------------------- | --------- |
| Always                                                                 | - Phát hành: 16 tháng 8 năm 2007 - Hãng đĩa: YG Entertainment - Định dạng: CD, tải nhạc kĩ thuật số                                                                | 1               | —               | - Hàn: 113.546                              |           |
| Hot Issue                                                              | - Phát hành: 22 tháng 11 năm 2007 - Hãng đĩa: YG Entertainment - Định dạng: CD, tải nhạc kĩ thuật số                                                               | 1               | —               | - Hàn: 115.550                              |           |
| Stand Up                                                               | - Phát hành: 8 tháng 8 năm 2008 - Hãng đĩa: YG Entertainment - Định dạng: CD, tải nhạc kĩ thuật số                                                                 | 1               | —               | - Hàn: 191.741                              |           |
| Tonight                                                                | - Phát hành: 24 tháng 2 năm 2011 - Tái phát hành (Big Bang Special Edition): 8 tháng 4 năm 2011 - Hãng đĩa: YG Entertainment - Định dạng: CD, tải nhạc kĩ thuật số | 1               | 10              | - Hàn: 238.570 - Nhật: 37.000 - Đài: 10.000 |           |
| Alive                                                                  | - Phát hành: 29 tháng 2 năm 2012 - Tái phát hành (Still Alive): 3 tháng 6 năm 2012 - Hãng đĩa: YG Entertainment - Định dạng: CD, tải nhạc kĩ thuật số              | 1               | 6               | - Hàn: 435.854 - Nhật: 36.000 - Đài: 55.000 |           |
| Tiếng Nhật                                                             | |                 |                 |                                             |           |
| For the World                                                          | - Phát hành: 4 tháng 1 năm 2008 - Hãng đĩa: YG Entertainment - Định dạng: CD, tải nhạc kĩ thuật số                                                                 | —               | 53              | - Nhật: 15.000                              |           |
| With U                                                                 | - Phát hành: 28 tháng 5 năm 2008 - Hãng đĩa: YG Entertainment - Định dạng: CD, tải nhạc kĩ thuật số                                                                | —               | 45              | - Nhật: 6.000                               |           |
| Special Final in Dome Memorial Collection                              | - Phát hành: 5 tháng 12 năm 2012 - Hãng đĩa: YGEX - Định dạng: CD, tải nhạc kĩ thuật số                                                                            | —               | 6               | - Nhật: 69.795                              |           |
| "—" chỉ ra các đĩa không xếp hạng hoặc không phát hành tại khu vực đó. | |                 |                 |                                             |           |

### Album đĩa đơn
| Năm       | Tên              | Vị trí cao nhất | Vị trí cao nhất | Vị trí cao nhất | Doanh số                                     | Album         |
| Năm       | Tên              | Hàn             | Nhật            | Đài             | Doanh số                                     | Album         |
| Tiếng Hàn | Tiếng Hàn        | Tiếng Hàn       | Tiếng Hàn       | Tiếng Hàn       | Tiếng Hàn                                    | Tiếng Hàn     |
| --------- | ---------------- | --------------- | --------------- | --------------- | -------------------------------------------- | ------------- |
| 2006      | BIGBANG          | 5               | —               | —               | - Hàn: 43.758                                | Bigbang Vol.1 |
| 2006      | Bigbang is V.I.P | 8               | —               | —               | - Hàn: 39.232                                | Bigbang Vol.1 |
| 2006      | BIGBANG 03       | 7               | —               | —               | - Hàn: 32.348                                | Bigbang Vol.1 |
| 2015      | M                | 1               | —               | 15              | - Hàn: 137.261 - Trung: 421.987              | MADE          |
| 2015      | A                | 2               | —               | 6               | - Hàn: 100.000 - Trung: 740.795              | MADE          |
| 2015      | D                | 1               | 16              | 1               | - Hàn: 89.017 - Trung: 1 triệu - Nhật: 6.917 | MADE          |
| 2015      | E                | 1               | 15              | 2               | - Trung: 760.992                             | MADE          |

### Album trực tiếp
| First Live Concert: The Real                                           | - Phát hành: 8 tháng 2 năm 2007 - Hãng đĩa: YG Entertainment - Định dạng: CD, tải nhạc kĩ thuật số  | —  | — | - Hàn: 26.787 |
| Second Live Concert: The Great                                         | - Phát hành: 29 tháng 2 năm 2008 - Hãng đĩa: YG Entertainment - Định dạng: CD, tải nhạc kĩ thuật số | —  | — | - Hàn: 36.957 |
| Big Show 2009                                                          | - Phát hành: 22 tháng 4 năm 2009 - Hãng đĩa: YG Entertainment - Định dạng: CD, tải nhạc kĩ thuật số | —  | 5 | - Hàn: 60.534 |
| Big Show 2010                                                          | - Phát hành: 19 tháng 8 năm 2010 - Hãng đĩa: YG Entertainment - Định dạng: CD, tải nhạc kĩ thuật số | 1  | 2 | - Hàn: 33.920 |
| Big Show 2011                                                          | - Phát hành: 17 tháng 6 năm 2011 - Hãng đĩa: YG Entertainment - Định dạng: CD, tải nhạc kĩ thuật số | 1  | 2 | - Hàn: 35.560 |
| Alive Tour 2012: Live in Seoul                                         | - Phát hành: 10 tháng 1 năm 2013 - Hãng đĩa: YG Entertainment - Định dạng: CD, tải nhạc kĩ thuật số | 2  | — | - Hàn: 18.871 |
| Alive GALAXY Tour 2013: The Final in Seoul                             | - Phát hành: 30 tháng 5 năm 2013 - Hãng đĩa: YG Entertainment - Định dạng: CD, tải nhạc kĩ thuật số | 1  | — | - Hàn: 17.474 |
| 2014 BIGBANG +α IN SEOUL                                               | - Phát hành: 28 tháng 5 năm 2014 - Hãng đĩa: YG Entertainment - Định dạng: CD, tải nhạc kĩ thuật số | 16 | — | - Hàn: 10.481 |
| "—" chỉ ra các đĩa không xếp hạng hoặc không phát hành tại khu vực đó. | |    |   |               |

### Album tổng hợp
| Tên                                                                    | Chi tiết                                                                                            | Vị trí cao nhất | Vị trí cao nhất | Doanh số        | Chứng nhận   |
| Tên                                                                    | Chi tiết                                                                                            | Hàn             | Nhật            | Doanh số        | Chứng nhận   |
| Tiếng Nhật                                                             | Tiếng Nhật                                                                                          | Tiếng Nhật      | Tiếng Nhật      | Tiếng Nhật      | Tiếng Nhật   |
| ---------------------------------------------------------------------- | --------------------------------------------------------------------------------------------------- | --------------- | --------------- | --------------- | ------------ |
| Asia Best 2006-2009                                                    | - Phát hành: 19 tháng 8 năm 2008 - Hãng đĩa: YG Entertainment - Định dạng: CD, tải nhạc kĩ thuật số | —               | —               |                 |              |
| The Ultimate -International Best-                                      | - Phát hành: 25 tháng 5 năm 2011 - Hãng đĩa: YG Entertainment - Định dạng: CD, tải nhạc kĩ thuật số | —               | 7               | - Nhật: 14.933  |              |
| The Best of BIGBANG                                                    | - Phát hành: 14 tháng 12 năm 2011 - Hãng đĩa: YGEX - Định dạng: CD, tải nhạc kĩ thuật số            | —               | 2               | - Nhật: 100.000 | - RIAJ: Vàng |
| BIGBANG Best Selection                                                 | - Phát hành: 6 tháng 6 năm 2012 - Hãng đĩa: YGEX - Định dạng: CD, tải nhạc kĩ thuật số              | —               | 47              | - Nhật: 2.425   |              |
| BIGBANG NON STOP MEGA MIX mixed by DJ WILDPARTY                        | - Phát hành: 18 tháng 12 năm 2013 - Hãng đĩa: Universal Music Japan - Định dạng: CD                 | —               | 85              | - Nhật: 1.501   |              |
| The Best of Big Bang 2006-2014                                         | - Phát hành: 26 tháng 11 năm 2014 - Hãng đĩa: YGEX - Định dạng: CD, tải nhạc kĩ thuật số            | —               | 1               | - Nhật: 146.582 | - RIAJ: Vàng |
| "—" chỉ ra các đĩa không xếp hạng hoặc không phát hành tại khu vực đó. | |                 |                 |                 |              |

## Đĩa đơn
| Năm        | Tên                                                           | Vị trí cao nhất | Vị trí cao nhất | Vị trí cao nhất | Doanh thu và chứng nhận                      | Album                    |
| Năm        | Tên                                                           | Hàn             | Nhật            | Hoa Kỳ (World)  | Doanh thu và chứng nhận                      | Album                    |
| Tiếng Hàn  | Tiếng Hàn                                                     | Tiếng Hàn       | Tiếng Hàn       | Tiếng Hàn       | Tiếng Hàn                                    | Tiếng Hàn                |
| ---------- | ------------------------------------------------------------- | --------------- | --------------- | --------------- | -------------------------------------------- | ------------------------ |
| 2006       | "Dirty Cash"                                                  | —               | —               | —               |                                              | Bigbang Vol.1            |
| 2006       | "Shake It"                                                    | —               | —               | —               |                                              | Bigbang Vol.1            |
| 2007       | "Lies" (거짓말 Geojitmal)                                     | —               | —               | —               |                                              | Always                   |
| 2007       | "Always"                                                      | —               | —               | —               |                                              | Always                   |
| 2007       | "Last Farewell" (마지막 인사 Majimak Insa)                    | —               | —               | —               |                                              | Hot Issue                |
| 2008       | "Day by Day" (하루 하루 Haru Haru)                            | —               | —               | —               |                                              | Stand Up                 |
| 2008       | "Sunset Glow" (뷹은 노을 Byulkeun Noeun)                      | —               | —               | —               |                                              | Remember                 |
| 2011       | "Tonight"                                                     | 1               | —               | —               | - Hàn: 2,31 triệu - Nhật: 100.000 (Vàng)     | Tonight                  |
| 2011       | "Love Song"                                                   | 1               | —               | —               | - Hàn: 2,02 triệu                            | Big Bang Special Edition |
| 2012       | "Blue"                                                        | 1               | —               | —               | - Hàn: 3,36 triệu                            | Alive                    |
| 2012       | "Bad Boy"                                                     | 2               | —               | —               | - Hàn: 2,21 triệu                            | Alive                    |
| 2012       | "Fantastic Baby"                                              | 3               | —               | —               | - Hàn: 3,33 triệu - Nhật: 250.000 (Bạch kim) | Alive                    |
| 2012       | "Monster"                                                     | 1               | —               | —               | - Hàn: 2,36 triệu                            | Still Alive              |
| 2015       | "Loser"                                                       | 1               | —               | 1               | - Hàn: 1,14 triệu - Hoa Kỳ: 9.000            | M / MADE                 |
| 2015       | "Bae Bae"                                                     | 2               | —               | 2               | - Hàn: 991.668 - Hoa Kỳ: 8.000               | M / MADE                 |
| 2015       | "Bang Bang Bang"                                              | 1               | —               | 1               | - Hàn: 950.647 - Hoa Kỳ: 11.000              | A / MADE                 |
| 2015       | "We Like 2 Party"                                             | 3               | —               | 2               | - Hàn: 680.326 - Hoa Kỳ: 7.000               | A / MADE                 |
| 2015       | "If You"                                                      | 1               | —               | 2               | - Hàn: 635.772                               | D / MADE                 |
| 2015       | "Sober" (맨정신 Maenjeongsin)                                 | 2               | —               | 3               | - Hàn: 579.133                               | D / MADE                 |
| 2015       | "Zutter" (쩔어 Jjeoreo) (GD & TOP)                            | —               | —               | —               |                                              | E / MADE                 |
| 2015       | "Let's Not Love" (우리 사랑하지 말아요 Uri Saranghaji Marayo) | —               | —               | —               |                                              | E / MADE                 |
| Tiếng Nhật |                                                               |                 |                 |                 |                                              |                          |
| 2008       | "How Gee"                                                     | 35              | —               | —               |                                              | For the World            |
| 2008       | "With U"                                                      | 139             | —               | —               |                                              | With U                   |
| 2008       | "Number 1"                                                    | 90              | —               | —               |                                              | Number 1                 |
| 2009       | "My Heaven"                                                   | 81              | 3               | —               | - Nhật: 40.600                               | BIG BANG                 |
| 2009       | "Gara Gara Go!" (ガラガラ GO!)                                | 21              | 5               | —               | - Nhật: 100.000 (Vàng)                       | BIG BANG                 |
| 2009       | "Koe o Kikasete"                                              | 96              | 4               | —               | - Nhật: 250.000 (Bạch kim)                   | Big Bang 2               |
| 2010       | "Tell Me Goodbye"                                             | 1               | 5               | —               | - Nhật: 100.000 (Vàng)                       | Big Bang 2               |
| 2010       | "Beautiful Hangover"                                          | 1               | 7               | —               | - Nhật: 36.600                               | Big Bang 2               |

### Đĩa đơn quảng bá
| Năm       | Tên                                                      | Vị trí cao nhất | Album                              |
| Năm       | Tên                                                      | Hàn             | Album                              |
| Tiếng Hàn | Tiếng Hàn                                                | Tiếng Hàn       | Tiếng Hàn                          |
| --------- | -------------------------------------------------------- | --------------- | ---------------------------------- |
| 2008      | "Stylish"                                                | —               | Gara Gara Go! (đĩa đơn)            |
| 2009      | "Lollipop" (với 2NE1)                                    | —               | 2NE1 1st Mini Album                |
| 2009      | "So Fresh So Cool"                                       | —               |                                    |
| 2009      | "Friend" (친구 Chingu) (T.O.P và Taeyang)                |                 | Album nhạc phim Friend, Our Legend |
| 2009      | "Hallelujah" (G-Dragon, T.O.P và Taeyang)                |                 | Iris: Original Sound Track         |
| 2010      | "Lollipop Part 2"                                        | 1               |                                    |
| 2010      | "The Shouts of Red Part 2" (với Transfixion và Kim Yuna) | —               |                                    |
| 2011      | "The North Face Song"                                    | —               |                                    |

## Các bài hát được xếp hạng khác
| Năm  | Tên                                          | Vị trí cao nhất | Doanh số       | Album                         |
| Năm  | Tên                                          | Hàn             | Doanh số       | Album                         |
| ---- | -------------------------------------------- | --------------- | -------------- | ----------------------------- |
| 2008 | "Heaven" (천국 Cheonguk)                     |                 |                | Stand Up                      |
| 2008 | "Oh My Friend"                               |                 |                | Stand Up                      |
| 2008 | "A Good Man" (착한 사람 Chakhan Saram)       |                 |                | Stand Up                      |
| 2008 | "Lady"                                       |                 |                | Stand Up                      |
| 2011 | "Cafe"                                       | 2               | Hàn: 1.011.067 | Tonight                       |
| 2011 | "What Is Right"                              | 3               | Hàn: 876.884   | Tonight                       |
| 2011 | "Somebody To Love"                           | 5               | Hàn: 564.268   | Tonight                       |
| 2011 | "Hands Up"                                   | 7               | Hàn: 454.412   | Tonight                       |
| 2011 | "Intro (Thank You & You)                     | 20              | Hàn: 128.158   | Tonight                       |
| 2011 | "Stupid Liar"                                | 2               | Hàn: 1.090.008 | Big Bang Special Edition      |
| 2011 | "Baby Don't Cry" (Daesung solo)              | 3               | Hàn: 328.325   | Big Bang Special Edition      |
| 2012 | "Intro (Alive)"                              | 18              | Hàn: 500.073   | Alive                         |
| 2012 | "Love Dust" (사랑먼지 Sarangmeonji)          | 3               | Hàn: 1.785.630 | Alive                         |
| 2012 | "Ain't No Fun" (재미없어 Jaemieobseo)        | 6               | Hàn: 1.268.824 | Alive                         |
| 2012 | "Wings" (날개 Nalgae)(Daesung solo)          | 8               | Hàn: 854.395   | Alive                         |
| 2012 | "Still Alive"                                | 3               | Hàn: 1.147.946 | Still Alive – Special Edition |
| 2012 | "Ego"                                        | 4               | Hàn: 821.052   | Still Alive – Special Edition |
| 2012 | "Feeling"                                    | 5               | Hàn: 615.925   | Still Alive – Special Edition |
| 2012 | "Bingeul Bingeul" (빙글빙글 Round and Round) | 6               | Hàn: 638.379   | Still Alive – Special Edition |

## Album video
| Tên                                                                       | Chi tiết | Vị trí cao nhất | Vị trí cao nhất | Doanh số                                        | Chứng nhận   |
| Tên                                                                       | Chi tiết | Nhật DVD        | Nhật Blu-ray    | Doanh số                                        | Chứng nhận   |
| ------------------------------------------------------------------------- | --- | --------------- | --------------- | ----------------------------------------------- | ------------ |
| BIGBANG The Clips Vol. 1                                                  | - Phát hành: 23/12/2009 (Nhật) - Ngôn ngữ: tiếng Hàn, tiếng Nhật - Hãng đĩa: YG Entertainment, Universal Music Japan - Định dạng: DVD                                             | —               | —               |                                                 |              |
| Stand Up Tour                                                             | - Phát hành: 17/3/2010 (Nhật) - Ngôn ngữ: tiếng Hàn - Hãng đĩa: YG Entertainment, Universal Music Japan - Định dạng: DVD                                                          | —               | —               |                                                 |              |
| 2008 BIGBANG Live Concert "Global Warning Tour"                           | - Phát hành: 31/3/2010 (Nhật) - Ngôn ngữ: tiếng Hàn - Hãng đĩa: YG Entertainment, Universal Music Japan - Định dạng: DVD                                                          | —               | —               |                                                 |              |
| Electric Love Tour 2010                                                   | - Phát hành: 28/4/2010 (Nhật) - Ngôn ngữ: tiếng Hàn, tiếng Nhật - Hãng đĩa: YG Entertainment, Universal Music Japan - Định dạng: DVD                                              | 6               | —               | - Nhật: 41.000                                  |              |
| LOVE & HOPE TOUR 2011                                                     | - Phát hành: 14/12/2011 (Nhật) - Ngôn ngữ: tiếng Nhật - Hãng đĩa: YG Entertainment, Universal Music Japan - Định dạng: DVD                                                        | 3               | —               | - Nhật: 55.000                                  |              |
| 2012 BIGBANG Live Concert DVD - ALIVE TOUR IN SEOUL                       | - Phát hành: 29/1/2013 (Hàn/Đài) - Ngôn ngữ: tiếng Hàn - Hãng đĩa: YG Entertainment - Định dạng: DVD                                                                              | —               | —               |                                                 |              |
| 2012 BIGBANG Alive Tour in Seoul                                          | - Phát hành: 6/2/2013 (Nhật) - Ngôn ngữ: tiếng Nhật - Hãng đĩa: YG Entertainment, YGEX - Định dạng: DVD                                                                           | 2               | —               | - Nhật: 19.000                                  |              |
| BIGBANG Best Music Video Collection 2006 - 2012 -Korea Edition-           | - Phát hành: 13/2/2013 (Nhật) - Ngôn ngữ: tiếng Hàn, tiếng Nhật - Hãng đĩa: YG Entertainment, YGEX - Định dạng: DVD                                                               | 3               | —               | - Nhật: 18.000                                  |              |
| BIGBANG Alive Tour 2012 in JAPAN: SPECIAL FINAL IN DOME -TOKYO DOME-      | - Phát hành: 20/3/2013 (Nhật) - Ngôn ngữ: tiếng Hàn, tiếng Nhật - Các phiên bản: Chuẩn (Standard), Đặc biệt (Deluxe) - Hãng đĩa: YG Entertainment, YGEX - Định dạng: DVD, Blu-ray | 1               | 1               | - Nhật (DVD): 100.000+ - Nhật (Blu-ray): 20.468 | - RIAJ: Vàng |
| BIGBANG Best M/V Making Film Collection 2006 - 2012 -Korea Edition-       | - Phát hành: 28/6/2013 (Hàn) - Ngôn ngữ: tiếng Hàn - Hãng đĩa: YG Entertainment - Định dạng: DVD                                                                                  | —               | —               |                                                 |              |
| 2012~2013 BIGBANG Alive GALAXY Tour DVD [THE FINAL IN SEOUL & WORLD TOUR] | - Phát hành: 17/7/2013 (Nhật) - Ngôn ngữ: tiếng Hàn, tiếng Nhật - Hãng đĩa: YG Entertainment, YGEX - Định dạng: DVD                                                               | 1               | —               | - Nhật: 13.084                                  |              |
| 2013 BIGBANG ALIVE GALAXY TOUR DVD - THE FINAL IN SEOUL                   | - Phát hành: 24/7/2013 (Hàn) - Ngôn ngữ: tiếng Hàn - Hãng đĩa: YG Entertainment - Định dạng: DVD                                                                                  | —               | —               |                                                 |              |
| 2012~2013 BIGBANG ALIVE GALAXY WORLD TOUR DVD                             | - Phát hành: 24/7/2013 (Hàn) - Ngôn ngữ: tiếng Hàn - Hãng đĩa: YG Entertainment - Định dạng: DVD                                                                                  | —               | —               |                                                 |              |
| BIGBANG JAPAN DOME TOUR 2013~2014                                         | - Phát hành: 19/3/2014 (Nhật) - Ngôn ngữ: tiếng Hàn, tiếng Nhật - Phiên bản: Chuẩn (Standard), Đặc biệt (Deluxe) - Hãng đĩa: YG Entertainment, YGEX - Định dạng: DVD, Blu-ray     | 1               | 1               | - Nhật (DVD): 100.000 - Nhật (Blu-ray): 25.770  | - RIAJ: Vàng |
| 2014 BIGBANG+α CONCERT IN SEOUL                                           | - Phát hành: 2/7/2014 (Hàn/Nhật/Đài) - Ngôn ngữ: tiếng Hàn, tiếng Nhật - Hãng đĩa: YG Entertainment, YGEX - Định dạng: DVD                                                        | 1               | —               | - Nhật: 72.000                                  |              |
| BIGBANG JAPAN DOME TOUR 2014-2015 'X'                                     | - Phát hành: 25/3/2015 (Nhật) - Ngôn ngữ: tiếng Hàn, tiếng Nhật - Hãng đĩa: YG Entertainment, YGEX - Định dạng: DVD                                                               | 1               | —               | - Nhật: 73.000                                  | - RIAJ: Vàng |

## Video âm nhạc
| Năm  | Tên                           | Đạo diễn       |
| ---- | ----------------------------- | -------------- |
| 2006 | "We Belong Together"          | —              |
| 2006 | "A Fool Of Tears"             | —              |
| 2006 | "This Love"                   | —              |
| 2006 | "La-La-La"                    | —              |
| 2006 | "Ma Girl"                     | —              |
| 2006 | "Forever With U"              | —              |
| 2006 | "Good-bye Baby"               | —              |
| 2006 | "Dirty Cash"                  | —              |
| 2007 | "Lies"                        | —              |
| 2007 | "Always"                      | —              |
| 2007 | "Last Farewell"               | —              |
| 2008 | "How Gee"                     | —              |
| 2008 | "Haru Haru"                   | —              |
| 2008 | "Number 1"                    | —              |
| 2008 | "Oh My Friend"                | —              |
| 2008 | "With U"                      | —              |
| 2008 | "Sunset Glow"                 | —              |
| 2009 | "My Heaven"                   | —              |
| 2009 | "Gara Gara Go!"               | —              |
| 2009 | "Lollipop" (hợp tác với 2NE1) | —              |
| 2009 | "Koe o Kikasete"              | Yong Ih        |
| 2010 | "Lollipop 2"                  | —              |
| 2010 | "Tell Me Goodbye"             | —              |
| 2010 | "Beautiful Hangover"          | Yong Ih        |
| 2011 | "Tonight"                     | —              |
| 2011 | "Love Song"                   | Han Sa Min     |
| 2012 | "Blue"                        | Han Sa Min     |
| 2012 | "Bad Boy"                     | Han Sa Min     |
| 2012 | "Fantastic Baby"              | Seo Hyun Seung |
| 2012 | "Monster"                     | Han Sa Min     |
| 2015 | "Loser"                       | Han Sa Min     |
| 2015 | "Bae Bae"                     | Seo Hyun Seung |
| 2015 | "Bang Bang Bang"              | Seo Hyun Seung |
| 2015 | "We Like 2 Party"             | Han Sa Min     |
| 2015 | "Sober"                       | Han Sa Min     |
| 2015 | "Let’s Not Fall in Love"      | Han Sa Min     |
| 2015 | "Zutter"                      | Seo Hyun Seung |